# Loxotaphrus
Loxotaphrus là một chi ốc biển, là động vật thân mềm chân bụng sống ở biển trong họ Cancellariidae.

## Các loài
Các loài trong chi Loxotaphrus gồm có:
- Loxotaphrus deshayesii (Duval, 1841)[2]
- Loxotaphrus limpusi Beu & Verhecken, 2000[3]
- Loxotaphrus rosadoi Beu & Verhecken, 2000[4]